# NGC 3706
NGC 3706 é uma galáxia elíptica (E-S0) localizada na direcção da constelação de Centaurus. Possui uma declinação de -36° 23' 29" e uma ascensão recta de 11 horas, 29 minutos e 44,2 segundos.
A galáxia NGC 3706 foi descoberta em 1 de Maio de 1834 por John Herschel.